# Amazon Beer
Amazon Beer é uma micro-cervejaria brasileira fundada em 2000 na cidade brasileira de Belém, está instalada no complexo cultural e gastro-econômico Estação das Docas em Belém do Pará. 
A principal característica de suas cervejas é a adição de frutas e ervas amazônicas às receitas de suas cervejas. Em 2012 foi eleita a melhor cervejaria do Brasil pela revista 'Prazeres da Mesa'.

## Tipos de cerveja
Atualmente são produzidos os seguintes tipos de cerveja:
- Amazon Forest (Pilsen).
- Amazon River (Lager).
- Amazon Black (apenas como chope vendida na Estação das Docas.
- Amazon Beer Red (apenas como chope vendida na Estação das Docas.
- Amazon Beer Florest Bacuri (adição de bacuri).
- Amazon Beer Witbier Taperebá (adição de cajá).
- Amazon Beer IPA Cumaru (adição de cumaru).
- Amazon Beer Red Ale Priprioca (adição de priprioca).
- Amazon Beer Stout Açaí (adição de açaí).